# Гидони-Мандельштам, Эльза Файвушевна
Э́льза Фа́йвушевна (Па́вловна) Гидо́ни (Мандельштам Гидони, Гидони-Мандельштам; 12 марта 1899, Рига, Лифляндская губерния — 19 апреля 1978, Вашингтон) — германский, палестинский и американский архитектор.

## Биография
Родилась в Риге, в семье врача Файвуша Гиршевича (Павла Григорьевича) Мандельштама (13 января 1869, Новые Жагоры Шавельского уезда Ковенской губернии — 15 января 1933, Рига, Латвия), выпускника Юрьевского университета, и Мины Гиршевны Мандельштам (родители поженились в 1893 году в Риге). У неё была старшая сестра Маргарита (в замужестве Селинская, 1896—1961), ставшая впоследствии скрипачкой. В 1916—1917 годах училась в Императорской академии художеств в Петрограде. Её отец в годы Первой мировой войны служил военным врачом в Малороссии, куда после Февральской революции к нему переехала вся семья (жена с дочерьми). Во время Гражданской войны они были некоторое время интернированы в немецком лагере для беженцев, после чего им удалось вернуться в Ригу. Позже Эльза Мандельштам переехала в Берлин, где продолжила обучение в Берлинском техническом университете.
До 1928 года работала в различных архитектурных фирмах, затем открыла в Шёнеберге собственное архитектурное бюро «Эльза Гидони-Мандельштам» со специализацией в дизайне интерьеров (1928—1933). С приходом к власти нацистов в 1933 году эмигрировала в подмандатную Палестину, где вновь основала собственное бюро «Эльза Гидони» в Тель-Авиве (1933—1938). В 1938 году переехала в США, где работала в нью-йоркских архитектурных фирмах «Norman Bel Geddes» (1938—1939), «Fellheimer and Wagner» (1942—1945), «Kahn and Jacobs» (1946—1967), «Mayer and Whittlesey, Architects», а также в «Fort Greene Housing Project» (при городском отделе жилищного устройства) и в «Antonin Raymon» (Нью-Хоуп, Пенсильвания).
Среди её проектов — дизайн гостиной комнаты для Deutsche Werkstätten Hellerau (1930), кафе и ресторан «Галина» для левантийской выставки (с Шломо Гинзбургом и Женей Авербух, Тель-Авив, 1934), шведский павильон для левантийской выставки (Тель-Авив, 1934), павильон Международной женской сионистской организации (ВИЗО) на левантийской выставке (Тель-Авив, 1934), Дом Международной женской сионистской организации (ВИЗО) в Тель-Авиве (1935), Бейт хацулот (Дом женщин-первопроходцев, Тель-Авив, 1936), Научная школа ВИЗО (Нахалат Ицхак, 1935), Жилой дом на улице Рейнес, 12 (Тель-Авив, 1936), Общежитие женского мошава Аянот (1937), павильон «Futurama» для General Motor на Всемирной выставке в Нью-Йорке (1938), Библиотека и выставочный зал Совета панамериканской демократии (Нью-Йорк, 1946), перестройка интерьера Карнеги-Холла (1947), здание Universal Pictures на Парк Авеню, 445 (Нью-Йорк, 1947) и другие.

## Семья
- Первый муж (1923—1927) — искусствовед Александр Иосифович Гидони.
- Второй муж — инженер Алексис Л. Глакман (англ. Alexis L. Gluckmann/Gluckman, 1903—1979), автор трудов по строительной механике и устройству атомных станций[8][9].